# Limogne-en-Quercy
Die französische Gemeinde Limogne-en-Quercy liegt im Département Lot in der Region Okzitanien. Der kleine, 842 Einwohner (Stand 1. Januar 2022) zählende Ort ist Teil des Regionalen Naturparks Causses du Quercy.

## Lage
Limogne-en-Quercy liegt in einer Höhe von ca. 320 Metern ü. d. M. am südwestlichen Rand des Zentralmassivs im Gebiet der Causse de Limogne. Die nächste Stadt, Cahors, ist etwa 35 Kilometer (Fahrtstrecke) in westlicher Richtung entfernt. Durch Limogne-en-Quercy führt der Fernwanderweg GR 65, welcher weitgehend dem historischen Verlauf des französischen Jakobsweges (Via Podiensis) folgt.

## Bevölkerungsentwicklung
| Jahr      | 1962 | 1968 | 1975 | 1982 | 1990 | 1999 | 2006 | 2018 |
| Einwohner | 584  | 591  | 616  | 637  | 618  | 724  | 788  | 735  |

Bis zur Mitte des 19. Jahrhunderts hatte der Ort stets zwischen 1100 und 1500 Einwohner. Infolge der Reblauskrise im Weinbau und der Mechanisierung der Landwirtschaft ging die Einwohnerzahl seit der zweiten Hälfte des 19. Jahrhunderts kontinuierlich bis auf den Tiefststand in den 1960er Jahren zurück.

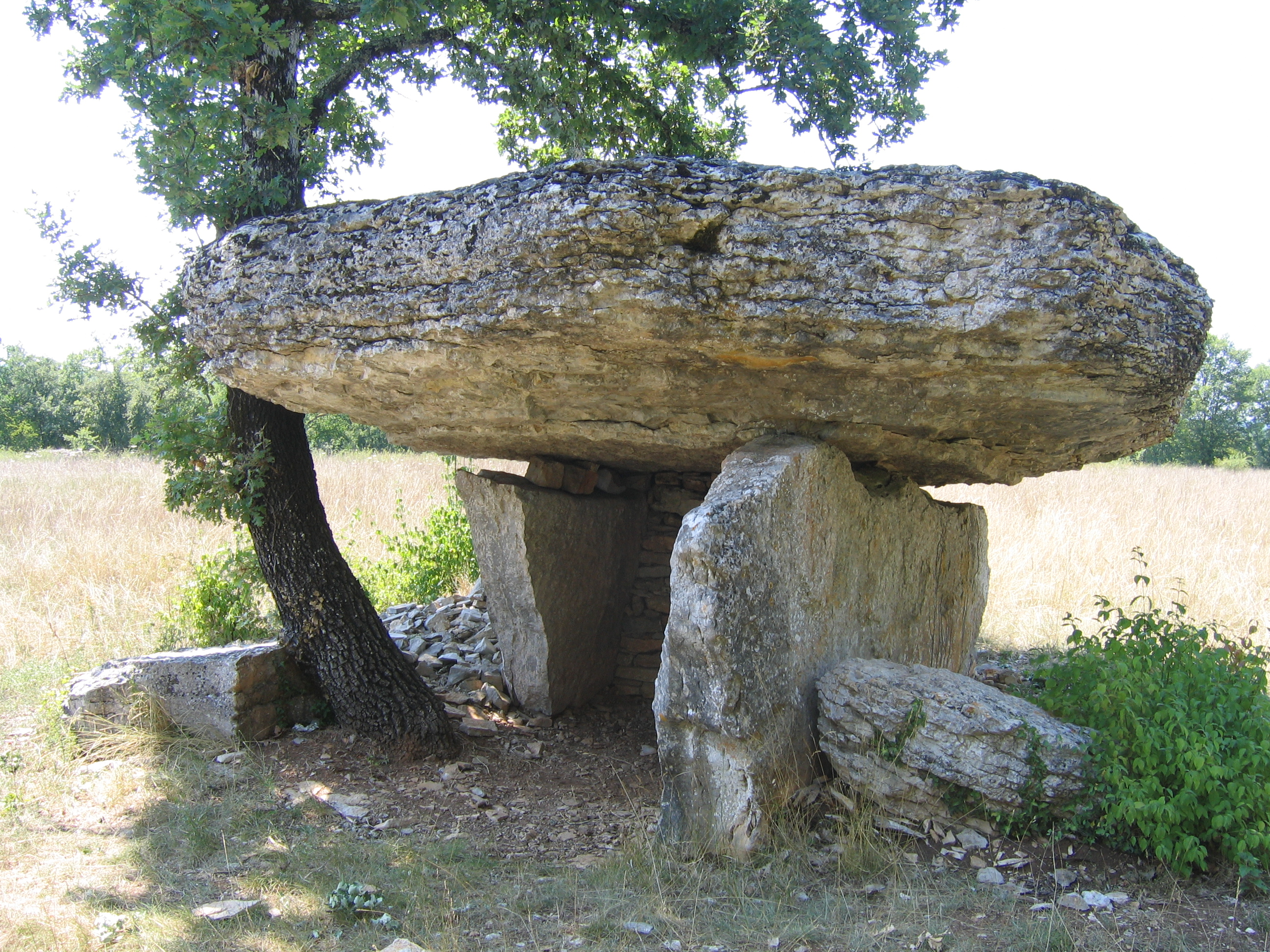
Dolmen Ferrieres bas

## Wirtschaft
Im Haut-Quercy wurde traditionell Landwirtschaft betrieben, zu der bis ins 19. Jahrhundert hinein auch der Weinbau gehörte, der aber nach der Reblauskrise nahezu gänzlich aufgegeben wurde. Heute spielt – neben der Vieh- und Geflügelzucht – der Tourismus in Form der Vermietung von Ferienwohnungen (gîtes) eine große Rolle im Wirtschaftsleben der Gemeinde.

## Geschichte
Im Gebiet von Limogne-en-Quercy gibt es prähistorische Funde und mehrere Dolmen zeugen von menschlicher Besiedlung in der Jungsteinzeit. Der Dolmen von Pajot liegt in einem Feld südöstlich von Limogne-en-Quercy. Aus der Antike wurden die Reste einer römischen Straße entdeckt. Im Mittelalter wurde das Gebiet von der Familie Cènevières und der Benediktiner-Abtei von Marcilhac-sur-Célé beherrscht.

## Kultur und Sehenswürdigkeiten
In der Region gibt es eine größere Anzahl von Großsteingräbern (Dolmen)
- Der Dolmen du Lac d’Aurie auch Pech-Lapeyre genannt, wurde bereits im Jahre 1889 als Monument historique anerkannt.[1]
- Die Dolmen von Agranel, Ferrières-Haut, Joncas und Pajot wurden 1959 unter Schutz gestellt.[2][3][4][5]
- Ein kleines Regionalmuseum für Volkskunst (Maison du Pays de Limogne) widmet sich den Lebens- und Arbeitsumständen früherer Zeiten.
- Die neogotische Pfarrkirche stammt aus dem Jahr 1861.
- An einem Teich steht ein überdachtes Waschhaus (lavoir) aus dem 19. Jahrhundert.

## Jakobsweg
Die Via Podiensis, eine der Route des Jakobsweges, führt weiter über die Kalkhochfläche des Causse de Limogne nach Varaire und vereinigt sich kurz darauf mit der Célé-Variante des Jakobsweges. Neben zwei Pilgerherbergen (französisch: Gîte d'étape) gibt es private Unterkünfte (französisch: Chambre d'hôtes) und einen Campingplatz sowie ein Touristenbüro.